# Herb powiatu tczewskiego
Herb powiatu tczewskiego – jeden z symboli powiatu tczewskiego, autorstwa Stefana Kukowskiego, ustanowiony 4 listopada 1999, ze zmianą 30 sierpnia 2011.

## Wygląd i symbolika
Herb przedstawia na tarczy dwudzielnej w słup w polu prawym błękitnym sześć srebrnych belek falistych w pas (symbolizujących gminy powiatu i Wisłę), natomiast w polu lewym srebrnym czerwonego wspiętego gryfa.